# Rechenzentrum der Finanzverwaltung Nordrhein-Westfalen
Das Rechenzentrum der Finanzverwaltung des Landes Nordrhein-Westfalen (Kurzform: RZF NRW) ist eine Landesoberbehörde mit Hauptsitz in Düsseldorf-Derendorf und Nebensitz in Paderborn-Schloß Neuhaus. Es ist das Steuerrechenzentrum in Nordrhein-Westfalen und hat über 1000 Beschäftigte.
Derzeit wird auf rund 37.000 m² ein neues Hauptgebäude für das RZF NRW in Kaarst gebaut, welches 2026 bezogen werden soll. Der Standort in Düsseldorf soll aufgegeben werden.

## Aufgaben
Das RZF NRW ist einer von fünf KONSENS-Entwicklungsstandorten in Deutschland. Der IT-Dienstleister entwickelt federführend Anwendungen für die Bereiche Steuerfestsetzung, Prüfungsdienste und Vollstreckung für die Finanzverwaltungen der Länder. Auch die richtungsweisende Einführung der elektronischen Lohnsteuerkarte wird im RZF verantwortet.
Im Verbund mit den anderen Bundesländern entstehen  E-Government-Lösungen. Die bekannteste Anwendung, mit der die elektronische Kommunikation zwischen Bürgern und der Finanzverwaltung möglich wird, ist ELSTER. Im Zuge der Digitalisierung wird sukzessive jede papiergebundene Mitteilung durch ein maschinelles Verfahren abgelöst. Verwirklicht wird dies durch das KONSENS-Mitteilungsverfahren, das ein Teil des Risikomanagementsystems (RMS) im Vorhaben KONSENS ist. Es ist eine Schlüsselaufgabe im RZF (siehe auch Vorausgefüllte Steuererklärung).
Darüber hinaus ist das RZF NRW innerhalb der Steuerverwaltung des Landes Nordrhein-Westfalen zuständig für:
- Einkauf von Hard- und Software (Beschaffung),
- Druck, Kuvertierung und Versand der Steuerbescheide (über 15 Millionen Briefsendungen jährlich),
- Zentrale Produktion,
- Kommunikationsdienste (z. B. E-Mail, IP-Telefonie) sowie
- Anwendungsentwicklung.